# Carfolita
La carfolita es un mineral, silicato de aluminio y manganeso con hidroxilos, con estructura de inosilicatos, relacionado con los piroxenos. Fue descrito como una especie mineral a partir de ejemplares encontrados en  Horní Slavkov, Karlovy Vary, Bohemia (República Checa) que consecuentemente es su localidad tipo. El nombre hace referencia a las palabras karphos (paja) y lithos (piedra), por su aspecto.

## Propiedades físicas y químicas
La carfolita tiene generalmente un aspecto muy característico, agrupaciones divergentes o subparalelas de cristales aciculares de color amarillo de distintos tonos. Forma una serie con la ferrocarfolita, en la que aparece hierro como catión dominante en lugar del manganeso.

## Yacimientos
La carfolita es un silicato poco frecuente, presente en pizarras sometidas a metamorfismo de grado bajo. Se ha  identificado hasta el momento en una veintena de localidades. Los ejemplares más característicos son los que proceden de la localidad tipo. También se han encontrado ejemplares notables en Rouge Thier,  Rahier,  Stoumont,  Lieja, Valonia (Bélgica).